# كنسي (بالا خيابان ليتكوة)
کنسي (بالفارسية: کنسی) هي قرية تقع في إيران في قسم بالا خیابان لیتکوة الريفي. يقدر عدد سكانها بـ 871 نسمة بحسب إحصاء 2016.